# 鳥取県
鳥取県（とっとりけん）は、日本の中国地方（山陰地方）にある県である。県庁所在地および最大都市は鳥取市。
日本海側にあり、山陰地方の東側を占める。面積は約3,507平方キロメートルと全国で7番目に小さく、人口は約53万人と都道府県別で最も少ない。基礎自治体は4市14町1村で、市の数も最も少ない。

## 地理・地域

### 面積
国土地理院の全国都道府県市区町村別面積調によると、鳥取県の面積は3507.03平方キロメートルである。
国土地理院地理情報によると、鳥取県の東西南北それぞれの端は以下の位置で東西の長さは125.41キロメートル、南北の長さは61.79キロメートルである。
|                                                                        | 北端 北緯35度36分52秒 東経134度22分12秒 / 北緯35.61444度 東経134.37000度 ↑   | 重心 北緯35度21分49秒 東経133度50分56秒 / 北緯35.36361度 東経133.84889度  |
| 西端 北緯35度4分13秒 東経133度8分9秒 / 北緯35.07028度 東経133.13583度← | 中心点 北緯35度20分9.5秒 東経133度49分32秒 / 北緯35.335972度 東経133.82556度 | 東端 →北緯35度16分40秒 東経134度30分55秒 / 北緯35.27778度 東経134.51528度 |
|                                                                        | ↓ 南端 北緯35度3分27秒 東経133度16分9秒 / 北緯35.05750度 東経133.26917度     |                                                                           |

### 地形
平野・盆地・高原
- 鳥取平野
- 倉吉平野
- 米子平野

山地
- 中国山地：大山、那岐山、氷ノ山（兵庫県県境）

河川
- 千代川
- 天神川
- 日野川

湖沼
- 湖山池
- 東郷池
- 中海

海
- 日本海：美保湾 - 鳥取県の島の一覧

半島・岬
- 弓ヶ浜半島（夜見ヶ浜半島）

### 自然公園
- 国立公園
  - 大山隠岐国立公園
  - 山陰海岸国立公園
- 国定公園
  - 氷ノ山後山那岐山国定公園
  - 比婆道後帝釈国定公園
- 県立自然公園
  - 三朝東郷湖県立自然公園
  - 奥日野県立自然公園
  - 西因幡県立自然公園

### 気候
県内ほぼ全域が日本海側気候で、全域が豪雪地帯対策特別措置法に基づく豪雪地帯に指定されている。（県内全域の豪雪地帯は国内最西端。ただし、特別豪雪地帯は指定されていない。）
春と秋は好天の日が多く、夏は南風によるフェーン現象で猛暑日となることもあるが、平野部でも熱帯夜は少ない。
冬は曇りや雨、雪の日が多いが、平野部の1月平均気温は4℃台と東京郊外や愛知県名古屋市、京都市と同じくらいであり、冷え込みは厳しくない。米子市などの西部沿岸部は平年の最深積雪は20センチメートル程度と比較的雪は少ないが、東へ行くほど降雪/積雪量は多くなり、鳥取市では中心部でも平年で40センチメートル以上の最深積雪を観測する。東部では、JPCZ（日本海寒帯気団収束帯）の影響を受けやすい鳥取市や岩美町などの沿岸部のほうが智頭町などの内陸部よりも降雪量が多くなることがある。
特に大山周辺の内陸山地は山陰一の豪雪地帯となっており、冷え込みも厳しく−15°C以下にまで下がることもある。
| 平年値 （月単位） | 平年値 （月単位） | 沿岸部        | 沿岸部        | 沿岸部        | 沿岸部        | 沿岸部        | 沿岸部        | 沿岸部        | 沿岸部        | 内陸部         | 内陸部        |
| 平年値 （月単位） | 平年値 （月単位） | 岩美町 岩井   | 鳥取          | 鳥取市 湖山   | 鳥取市 青谷   | 倉吉          | 大山町 塩津   | 米子          | 境港          | 智頭           | 日南町 茶屋   |
| ----------------- | ----------------- | ------------- | ------------- | ------------- | ------------- | ------------- | ------------- | ------------- | ------------- | -------------- | ------------- |
| 平均 気温 (°C)    | 最暖月            | 25.5 （8月）  | 27.0 （8月）  | 26.8 （8月）  | 25.9 （8月）  | 26.0 （8月）  | 26.0 （8月）  | 26.9 （8月）  | 27.0 （8月）  | 25.1 （8月）   | 23.1 （8月）  |
| 平均 気温 (°C)    | 最寒月            | 3.5 （1月）   | 4.0 （1月）   | 4.5 （1月）   | 4.3 （1月）   | 4.2 （1月）   | 4.7 （2月）   | 4.4 （1月）   | 4.6 （1月）   | 1.6 （1月）    | −0.3 （1月）  |
| 降水量 (mm)       | 最多月            | 244.2 （9月） | 204.0 （9月） | 192.9 （7月） | 216.7 （9月） | 217.9 （9月） | 226.2 （9月） | 240.1 （7月） | 232.5 （7月） | 229.9 （9月）  | 259.9 （7月） |
| 降水量 (mm)       | 最少月            | 117.7 （4月） | 108.6 （4月） | 80.1 （4月）  | 104.9 （4月） | 100.7 （4月） | 102.3 （4月） | 104.9 （4月） | 110.6 （4月） | 123.1 （11月） | 118.8 （4月） |

### 地域区分
県域は令制国の因幡国と伯耆国に相当するが、中国地方最高峰の大山（標高1,729m。日本百名山の一つ）が中央に聳える伯耆国が大山を境に東西に分けられるため、東部・中部・西部の3区分が一般的である。
東部は県庁所在地の鳥取市が位置する因幡国、中部は倉吉市が位置する伯耆国東部（東伯）、西部は米子市と境港市が位置する伯耆国西部（西伯）にあたる。なお、大山の山頂は西伯側に位置する。気象庁の一次予報区分（後述）など、実質的に因幡・伯耆の2区分となる場合でも3区分の表現に基づいて、因幡を「東部」、伯耆を「中・西部」と表現することがある。
地域区分を跨ぐ市町村合併は、1889年の町村制施行時に八橋郡（1896年から東伯郡）住吉村を加えて汗入郡（1896年から西伯郡）逢坂村が発足した時と、1957年に東伯郡中山村と西伯郡逢坂村が合併して西伯郡中山町が発足した時の二度しかない。
いわゆる平成の大合併において、新しい名称の市が誕生しなかった数少ない府県（他に山形県、神奈川県、大阪府、宮崎県）の一つである。なお、町は全て「ちょう」、村は「そん」と読む。

#### 東部
因幡国に相当する、鳥取平野を中心とする地域。鳥取砂丘や白兎海岸などの景勝地がある。県庁所在地で県唯一の中核市である鳥取市は、液晶工場などが立地する工業都市でもある。
- 鳥取市
- 岩美郡岩美町
- 八頭郡若桜町・智頭町・八頭町

面積：1,518.21km2、
推計人口：213,013人、
人口密度：140.3人/km2

#### 中部
伯耆国東部に相当する、倉吉平野を中心とする地域。白壁土蔵群で知られる倉吉市を中心とし、三朝温泉、はわい温泉、東郷温泉といった温泉地も多い。
- 倉吉市
- 東伯郡三朝町・湯梨浜町・琴浦町・北栄町

面積：780.42km2、
推計人口：92,438人、
人口密度：118.4人/km2

#### 西部
伯耆国西部に相当する、米子平野や弓ヶ浜半島を中心とする地域。古来から西隣の出雲国（島根県東部）との結びつきが強い。
- 米子市
- 境港市
- 西伯郡日吉津村・大山町・南部町・伯耆町
  - 先述のとおり、大山町東端部の旧・中山村域はもと東伯郡域である。
- 日野郡日南町・日野町・江府町

面積：1,208.4km2、
推計人口：220,023人、
人口密度：182.1人/km2

#### 気象庁による予報区分
府県予報区は「鳥取県」。一次予報区分は2区分、「市町村等をまとめた地域」は5区分。二次予報区分は鳥取市以外は市町村単位で、鳥取市のみ北部・南部の2つに分かれている。
- 東部
  - 鳥取地域 - 鳥取市北部（八頭地域以外の地域）、岩美町
  - 八頭地域 - 鳥取市南部（旧河原町・用瀬町・佐治村の地域）、八頭町、若桜町、智頭町
- 中・西部
  - 倉吉地域 - 倉吉市、湯梨浜町、北栄町、三朝町、琴浦町
  - 米子地域 - 米子市、境港市、日吉津村、大山町、南部町、伯耆町
  - 日野地域 - 日野町、日南町、江府町

## 歴史

### 県名の起源にまつわる説話
「鳥取」の語は、『古事記』『日本書紀』の垂仁天皇に「鳥取造（ととりのみやつこ）」や「鳥取部（ととりべ）」が見える。
『古事記』には、大和朝廷が諸国に鳥を捕らえさせ、これを税として納めるように命じていたという一節があり、当時、沼や沢の多い湿地帯であった鳥取平野で水辺に集まる鳥などを捕らえて暮らしていた狩猟民族が、大和国（現・奈良県）に政権ができてからその支配体系に組み込まれ、「鳥取部」として従属するようになり、そこからこの地が「鳥取」と呼ばれるようになったとされる。
『日本書紀』垂仁天皇二十三年九月から十一月の条にかけて「鳥取」の起源説話が見える。誉津別王子（ほむつわけのみこ）が成人しても言葉が喋れないことを天皇が憂いていた時、大空を白鳥が飛んでいるのを見つけ「是何物ぞ」と発した。天皇、喜びて、その鳥の捕獲を命じた。天湯河板挙（あまのゆかわたな）が鳥を追い続け各地を巡り、ついに出雲の地（現在の島根県安来地方だという説が有力）で捕獲に成功した。この功績から「鳥取造」の称号（姓＝かばね）を拝命した。『古事記』にも同類の説話が見えるが、結末が違っている。
『和名類聚抄』の因幡国邑美（おうみ）郡の五郷の一つに鳥取がある。この郷名は、上述の垂仁天皇の王子である本牟智和気御子（ほむちわけみこ）のために設置された鳥取部に由来する。この辺り一帯が沼地で、全国の白鳥伝説との関連が取り上げられている。文書のうえでは、天慶3年（940年）の因幡国高草郡東大寺領高庭庄坪付注進状（東南院文書）に「主張鳥取高俊」（郡司と推定）の署名が初見である。
山陰道：因幡国・伯耆国

### 古代
大山裾野丘陵から後期旧石器時代の黒曜石製と安山岩製のナイフ形石器や削器、彫器・掻器が見つかっている。今から約2万3千年前以降のものと推測される。また、旧石器時代終わりごろの黒曜石製細石刃と呼ばれる石器が発見されている。このように遺物は少数ながら発見されているが、県内からは人が生活した遺跡はまだ発見されていない。

### 室町・戦国時代
山名氏の領国であったが、戦国時代末期には毛利輝元と織田信長の係争地となり、信長配下の羽柴秀吉が鳥取城を攻略。配下の宮部継潤が城代を経て正式に鳥取城主となる。伯耆国においては羽柴・毛利氏の和睦により、東部は羽柴氏傘下となった南条元続が、西部は毛利方の吉川氏が所領を安堵された。

### 江戸時代
因幡国では関ヶ原の戦いで敗れた西軍方であった宮部長熈、垣屋恒総、木下重堅が改易され、代わって亀井茲矩、池田長吉、山崎家盛の3大名が統治した。関ヶ原の戦い以前から鹿野城主であった亀井氏に関しては加増、それ以外の大名は転封された。
伯耆国においても吉川広家(吉川元春の三男)、南条元忠(元続の子)が西軍方として改易・転封処分となり、中村忠一が入部した。慶長14年（1609年）に中村忠一が急死すると、その翌年には加藤貞泰、市橋長勝、関一政の3大名に分割された。この時、河村郡･久米郡は江戸幕府天領（直轄領）となり、山田直時･伊丹康勝が代官として派遣された。また、慶長19年（1614年）には里見忠義が倉吉に配流され、久米郡の一部4,000石が与えられた。
その後、元和4年（1618年）、池田光政が鳥取城に入部し、因伯2国からなる鳥取藩が成立した。このほか、鹿奴藩･若桜藩の2つの新田藩があった。
伯耆国汗入郡の大山寺は僧・豪円の活躍によって慶長15年（1610年）、徳川秀忠から寺領3,000石が認められた。この大山寺領は西伯耆一帯に散在し、18か村が大山寺本坊西楽院の管掌下に置かれた。大山寺は鳥取藩士とは別の大山侍と呼ばれる武士を登用し、寺領支配に携わらせた。

### 近現代
- 1871年（明治4年）7月14日 (旧暦) - 廃藩置県により旧因幡国の8郡（岩井郡・邑美郡・法美郡・八上郡・八東郡・智頭郡・高草郡・気多郡）、旧伯耆国の6郡（河村郡・久米郡・八橋郡・汗入郡・会見郡・日野郡）、旧播磨国の3郡（神東郡・神西郡・印南郡）の一部が鳥取県となった。
  - 11月15日 (旧暦) - 旧播磨国の領域が姫路県に編入される。
  - 12月27日 (旧暦) - 島根県から旧隠岐国が編入される。
- 1872年（明治5年） - 1月、県下を112の区に分け、戸長・副戸長を任命する。7月、郵便取扱所を設置する。
- 1873年（明治6年） - 6月、会見郡に徴兵制反対の一揆勃発する。12月、大区・小区制施行される。
- 1874年（明治7年） - 8月、地租改正に着手する。
- 1876年（明治9年）8月21日 - 鳥取県が島根県に併合、鳥取に支庁を設置する。併合は、島根県令代理の布告で突然行われたため、以後、鳥取県分離運動が盛んになる[5]。
- 1881年（明治14年）9月12日 - 島根県のうち、旧因幡国の8郡、旧伯耆国の6郡が鳥取県として分立・再置される。
- 1889年（明治22年）
  - 10月1日 - 市制施行により、邑美郡の一部から鳥取市が発足。
  - 10月1日 - 日吉津村が発足（県内で唯一発足から現在に至るまで合併を経験していない市町村）。
- 1896年（明治29年）4月1日 - 岩井郡・邑美郡・法美郡が合併し岩美郡、八上郡・八東郡・智頭郡が合併し八頭郡、気多郡・高草郡が合併し気高郡、河村郡・久米郡・八橋郡が合併して東伯郡、汗入郡・会見郡が合併し西伯郡が発足。
- 1909年（明治42年）4月1日 - 八頭郡若桜村ほか2村が新設合併して町制施行。八頭郡若桜町が発足。
- 1914年（大正3年）6月1日 - 八頭郡智頭村が町制施行。八頭郡智頭町が発足。
- 1927年（昭和2年）4月1日 - 西伯郡米子町が鳥取県下で2番目に市制施行。米子市が発足。
- 1947年（昭和22年）11月27日 - 昭和天皇が鳥取県内に行幸（昭和天皇の戦後巡幸）[6]。
- 1953年（昭和28年）
  - 6月1日 - 日野郡江尾村ほか2村が対等合併。日野郡江府町となる。
  - 10月1日 - 東伯郡倉吉町ほか1町7村が新設合併し、鳥取県下で3番目に市制施行。倉吉市が発足。
  - 11月1日 - 三朝村ほか4村が新設合併し、町制施行。東伯郡三朝町が発足。
- 1954年（昭和29年）7月1日 - 岩美郡浦富町ほか1町7村が新設合併し、岩美郡岩美町が発足。
- 1955年（昭和30年）9月1日 - 西伯郡所子村、高麗村（今津を除く）が新設合併し、町制施行。西伯郡大山町となる。
- 1956年（昭和31年）4月1日 - 西伯郡境港町が鳥取県下で4番目に市制施行。境港市が発足。
- 1959年（昭和34年）
  - 4月1日 - 日野郡伯南町ほか4村が対等合併し、日野郡日南町が発足。
  - 5月1日 - 日野郡根雨町と黒坂町が対等合併し、日野郡日野町が発足。
- 2004年（平成16年）9月1日 - 東伯郡東伯町、赤碕町が新設合併し、東伯郡琴浦町が発足。
- 10月1日 - 東伯郡羽合町、泊村、東郷町が新設合併し、東伯郡湯梨浜町が発足。
- 10月1日 - 西伯郡西伯町、会見町が新設合併し、西伯郡南部町が発足。
- 11月1日 - 鳥取市が岩美郡国府町、福部村、気高郡気高町、鹿野町、青谷町、八頭郡河原町、用瀬町、佐治村の8町村を編入。これにより、気高郡が同日消滅。
- 2005年（平成17年）
  - 1月1日 - 西伯郡岸本町、日野郡溝口町が新設合併し、西伯郡伯耆町が発足。
  - 3月22日 - 倉吉市が東伯郡関金町を編入。
  - 3月28日 - 西伯郡旧・大山町、名和町、中山町が新設合併し、西伯郡新・大山町となる。
  - 3月31日 - 旧・米子市、西伯郡淀江町が新設合併し、新・米子市が発足。
  - 3月31日 - 八頭郡郡家町、船岡町、八東町が新設合併し、八頭郡八頭町が発足。
  - 10月1日 - 東伯郡北条町、大栄町が新設合併し、東伯郡北栄町が発足。
  - 10月1日 - 鳥取市が山陰初の特例市に指定される。
- 2011年（平成23年）1月1日 - 年末寒波の影響で県西部で記録的な大雪となり、国道9号線の大渋滞や鉄塔が折れるなどの被害が発生。
- 2012年（平成24年）9月8日 - 日本海に面する、鳥取を含む10府県が合同で海洋エネルギー資源開発促進日本海連合を設立[7][8][9][10]。
- 2013年（平成25年）10月8日 - 日本で初めて手話を言語として扱う条例を可決[11][12][13][14][15][16][17][18][19][20]。
- 2014年（平成26年）11月5日 - 観光キャンペーンの期間限定で「鳥取県」を「蟹取県」に改名[21][22]。

## 人口
全国の都道府県で最も人口が少ない。また全国のどの政令指定都市よりも少なく、千葉県船橋市や埼玉県川口市、鹿児島県鹿児島市、東京都八王子市などよりも少ない。また政令指定都市の行政区においても、2024年1月1日に発足した静岡県浜松市中央区よりも少ない。2021年3月には、県の人口が戦後初めて55万人を割り込んだ。
県外からの移住者は年間2,000人程度で、休暇（バケーション）を楽しみやすい土地で仕事（ワーク）をしてもらう「ワーケーション」を掲げるなどして移住者誘致を図っている。人口密度は全国37位で、鹿児島県・長野県のそれと近い。
一方、1人の女性が生涯に産む子どもの数の平均値である合計特殊出生率は21世紀以降、人口置換水準には届かないものの一貫して全国平均を上回っており、特に2010年代以降は沖縄県、南部九州各県、隣接する島根県などと共に全国トップクラスである。2022年には日本全体の出生数が前年比で約5%減少した中、鳥取県は全国唯一の増加した県となった。

鳥取県人口増減率分布図（2005年度と2010年度国勢調査から算出）
増加
7.5 - 9.99 %
減少
0.0 - 2.5 %
2.5 - 5.0 %
5.0 - 7.5 %
7.5 - 10.0 %
10.0 % 以上

| 増加 7.5 - 9.99 % | 減少 0.0 - 2.5 % 2.5 - 5.0 % 5.0 - 7.5 % 7.5 - 10.0 % 10.0 % 以上 |

| |                                        |  |
| 鳥取県と全国の年齢別人口分布（2005年） | 鳥取県の年齢・男女別人口分布（2005年） |  |
| ■紫色 ― 鳥取県 ■緑色 ― 日本全国 | ■青色 ― 男性 ■赤色 ― 女性              |  |
| 鳥取県（に相当する地域）の人口の推移 \| 1970年（昭和45年） \| 568,777人 \| \| \| 1975年（昭和50年） \| 581,311人 \| \| \| 1980年（昭和55年） \| 604,221人 \| \| \| 1985年（昭和60年） \| 616,024人 \| \| \| 1990年（平成2年） \| 615,722人 \| \| \| 1995年（平成7年） \| 614,929人 \| \| \| 2000年（平成12年） \| 613,289人 \| \| \| 2005年（平成17年） \| 607,012人 \| \| \| 2010年（平成22年） \| 588,667人 \| \| \| 2015年（平成27年） \| 573,441人 \| \| \| 2020年（令和2年） \| 553,407人 \| \| |                                        |  |
| 総務省統計局 国勢調査より |                                        |  |
| 1970年（昭和45年） | 568,777人                              |  |
| 1975年（昭和50年） | 581,311人                              |  |
| 1980年（昭和55年） | 604,221人                              |  |
| 1985年（昭和60年） | 616,024人                              |  |
| 1990年（平成2年） | 615,722人                              |  |
| 1995年（平成7年） | 614,929人                              |  |
| 2000年（平成12年） | 613,289人                              |  |
| 2005年（平成17年） | 607,012人                              |  |
| 2010年（平成22年） | 588,667人                              |  |
| 2015年（平成27年） | 573,441人                              |  |
| 2020年（令和2年） | 553,407人                              |  |

## 政治

### 県政
- 知事：平井伸治（ひらい しんじ、5期目）

鳥取県の行政機関は、鳥取県庁のほか、地方機関として総合事務所などが置かれている。なお、鳥取市・岩美町・若桜町・智頭町・八頭町については本庁が担当する。伯耆町（旧溝口町）は2005年（平成17年）4月1日に日野総合事務所から西部総合事務所へ、鳥取市（河原町・用瀬町・佐治町）は2007年（平成19年）4月1日に八頭総合事務所から東部総合事務所へ、それぞれ移管された。2013年（平成25年）4月1日に東部・八頭の各総合事務所が本庁に集約、日野総合事務所が西部総合事務所日野振興センターとなった。2014年（平成26年）4月1日に県税部門の一部の業務が特定の県税事務所に集約された。2018年（平成30年）4月1日の鳥取市の中核市移行に伴い、東部福祉保健事務所・東部生活環境事務所が鳥取市に移譲され、鳥取市保健所となった（管轄区域は変更なし。岩美町・若桜町・智頭町・八頭町についても、鳥取県からの事務委託により鳥取市に移譲）。
- 本庁（鳥取市）：鳥取市、岩美町、若桜町、智頭町、八頭町
  - 元気づくり総本部
    - 東部振興監・東部振興課

  - 総務部
    - 東部県税事務所（鳥取市）：鳥取市、岩美町、若桜町、智頭町、八頭町（ただし、県民税利子割・法人県民税、法人事業税、地方法人特別税、県たばこ税については全域）
    - 中部県税事務所（倉吉市）：倉吉市、三朝町、湯梨浜町、琴浦町、北栄町（ただし、鉱区税・産業廃棄物処分場税（法定外目的税）については全域）
    - 西部県税事務所（米子市）：米子市、境港市、日吉津村、大山町、南部町、伯耆町（ただし、ゴルフ場利用税・軽油引取税については全域）
      - 日野支所（日野町）：日南町、日野町、江府町

  - 農林水産部
    - 東部農林事務所（鳥取市）：鳥取市、岩美町
      - 八頭事務所（八頭町）：若桜町、智頭町、八頭町

  - 県土整備部
    - 鳥取県土整備事務所（鳥取市）：鳥取市、岩美町
    - 八頭県土整備事務所（八頭町）：若桜町、智頭町、八頭町
- 中部総合事務所（倉吉市）：倉吉市、三朝町、湯梨浜町、琴浦町、北栄町
  - 地域振興局
  - 福祉保健局（倉吉保健所（福祉保健部門））
  - 生活環境局（倉吉保健所（生活環境部門））
  - 農林局
  - 県土整備局
- 西部総合事務所（米子市）：米子市、境港市、日吉津村、大山町、南部町、伯耆町、日南町、日野町、江府町
  - 地域振興局：米子市、境港市、日吉津村、大山町、南部町、伯耆町
  - 福祉保健局（米子保健所（福祉保健部門））
  - 生活環境局（米子保健所（生活環境部門））
  - 農林局：米子市、境港市、日吉津村、大山町、南部町、伯耆町
  - 米子県土整備局：米子市、境港市、日吉津村、大山町、南部町、伯耆町
  - 日野振興センター（日野町）：日南町、日野町、江府町
    - 日野振興局
    - 日野県土整備局

### 財政

#### 平成19年度
- 財政力指数 0.27
  - IVグループ（財政力指数0.4未満）6自治体中4位

#### 平成18年度
- 標準財政規模 1881億5700万円
- 一般会計歳入 3763億円
- 一般会計歳出 3695億円
- 財政力指数 0.26
  - IVグループ（財政力指数0.4未満）10自治体中8位
- 経常収支比率 92.8％（都道府県平均 92.6）
- 実質収支比率 2.71％
- 人口100,000人当たり職員数 1,792.17人（都道府県平均 1,173.11人）
- ラスパイレス指数 97.3（都道府県平均 99.6）
- 人口1人あたり人件費・物件費等決算額　18万5089円（都道府県平均 12万4759円）
  - 人口規模が大きいほうが規模のメリットが出る指標である
- 実質公債費比率 13.0％（都道府県平均 14.7％）
- 人口1人当たり地方債現在高 100万9078円（都道府県平均 62万2416円）

地方債の残高
- 普通会計分の地方債現在高 6122億円
- 上記以外の特別会計分の地方債現在高 304億円
  - 特に病院事業会計分 128億4700万円
- 他に第三セクター等に債務保証残高等
  - 鳥取県農業開発公社の損失補償に係る債務残高 84億9462万円

#### 平成17年度
- 財政力指数 0.24
  - IVグループ（財政力指数0.4未満）14自治体中12位

#### 平成16年度
- 財政力指数 0.23
  - IVグループ（財政力指数0.4未満）15自治体中13位

### 歴代知事（公選）
- 初代 西尾愛治（1947年4月12日～1954年11月7日、2期）
- 2代 遠藤茂（1954年12月7日～1958年11月10日、1期）
- 3代 石破二朗（1958年12月3日～1974年2月22日、4期）
- 4代 平林鴻三（1974年3月27日～1983年3月9日、3期）
- 5代 西尾邑次（1983年4月13日～1999年4月12日、4期）
- 6代 片山善博（1999年4月13日～2007年4月12日、2期）
- 7代 平井伸治（2007年4月13日～）

### 国政
衆議院の小選挙区が2区ある。参議院では鳥取県選挙区として全県で1区を構成していたが、2016年の第24回参議院議員通常選挙より島根県選挙区と合区され、鳥取県・島根県選挙区となり島根県とともに1区を構成する合同選挙区が創設された。

## 経済・産業

### 県内総生産
人口が日本国内で一番少ない県であるため、県内総生産（名目GDP）も2008年4月から2009年3月までのベース（平成20年度の統計）で1兆9927億円と47都道府県では最も小さく、世界の中では国内総生産（GDP）のランクが90位程度の国と同程度である。なお、これを一人当たりで見ると和歌山県・岩手県のそれに近い。また、一人当たり県民所得は230.4万円であり、全国平均の83.7%である。これは、熊本県・鹿児島県のそれに近い。
ちなみに、鳥取県はスターバックスが未出店である唯一の県だったが、2015年5月23日に同店の鳥取県1号店が鳥取市の鳥取駅南口付近に開業した。これにより、スターバックスは47都道府県全てに店舗を構えることになった。その後、イオンモール鳥取北内にも出店している。

### 産業別人口
- 第一次産業 10.9％
- 第二次産業 24.8％
- 第三次産業 64.3％

### 特産品
農作物ではスイカ（西瓜）、らっきょう、二十世紀梨など全国的に有名。米や野菜、果物などもバランスよく生産されている。砂丘らっきょう、大山ブロッコリー、こおげ花御所柿、大栄西瓜は地理的表示（GI）登録されている。
海産物では松葉ガニが名産で、「五輝星」（いつきぼし）という県認定ブランド蟹がある。

### 農業
農業生産額の割合は野菜が全生産額の28.4%で最も多く、米が19.5%、鶏（鶏卵・ブロイラー）が13.6%、乳用牛が10.5%、果実9.4%を占めている。
- 二十世紀梨
- 新甘泉
- 白ねぎ
- スイカ
- 芝
- しいたけ
- 長いも
- らっきょう
- ブロッコリー
- ぶどう

### 漁業
- 松葉ガニ
- 岩ガキ
- 白イカ
- イワシ
- カレイ
- マグロ

### 商業
卸・小売業
- サンマート（鳥取市）
- Sマート（鳥取市）
- 丸合（米子市）
- 東宝企業（倉吉市）
- いない（倉吉市）

金融機関
- 山陰合同銀行（本店は島根県の松江市だが、県の指定金融機関である。）
- 鳥取銀行（県指定代理金融機関。本店・鳥取市）
- 鳥取県信用農業協同組合連合会（指定代理金融機関。本店・鳥取市）
- 鳥取信用金庫（本店・鳥取市）
- 倉吉信用金庫（本店・倉吉市）
- 米子信用金庫（本店・米子市）
- 他にみずほ銀行、中国銀行、島根銀行、三井住友信託銀行、西日本信用農業協同組合連合会などが県内に支店を置いている。

県内に店舗を置く主要企業
- 髙島屋
- イオン
- マックスバリュ
- ローソン
- セブン-イレブン
- ファミリーマート
- ポプラ
- マクドナルド
- モスバーガー
- バーガーキング
- 天下一品
- 来来亭
- 丸源ラーメン
- どさん子
- どさん子大将
- どさん娘
- リンガーハット
- 餃子の王将
- 大阪王将
- はなまるうどん
- 丸亀製麺
- 麺場 田所商店
- かっぱ寿司
- 無添くら寿司
- スシロー
- はま寿司
- ケンタッキーフライドチキン
- すき家
- 吉野家
- なか卯
- ガスト
- とんから亭
- かつや
- トマト＆オニオン
- しゃぶ葉
- Coco's
- ビッグボーイ
- ジョリーパスタ
- サイゼリヤ
- ジョイフル
- ピザハット
- ドミノ・ピザ
- 大戸屋ごはん処
- いきなり!ステーキ
- CoCo壱番屋
- スパイス王国
- ミスタードーナツ
- フロレスタ
- 魚民
- 笑笑
- しゃぶしゃぶ温野菜
- 牛角
- 焼肉屋さかい
- スターバックス
- ドトールコーヒー
- タリーズコーヒー
- コメダ珈琲店
- マルハン
- サンマルクカフェ、倉式珈琲店
- ゴディバ
- ビアード・パパ
- 100満ボルト
- エディオン
- ヤマダ電機
- ケーズデンキ
- コーナン
- コメリ
- ナフコ
- ジュンテンドー
- ナンバ
- カインズホーム
- PLANT
- ラ・ムー、ディオ、ザ・大黒天
- トライアル
- ダイレックス
- ドン・キホーテ
- ザ・ビッグ
- ニトリ
- LOFT
- 無印良品
- トイザらス
- アニメイト
- ドラッグストアウェルネス
- シンヤクドー、ココカラファイン
- サンドラッグ
- ゴダイドラッグ
- マツモトキヨシ
- コクミン
- ディスカウントドラッグコスモス
- スーパードラッグひまわり
- ザグザグ
- ウエルシア

### 工業
県内に本社を置く主要企業
- ホームセンターいない（倉吉市）
- 日本セラミック（鳥取市）
- 吉谷機械製作所（鳥取市）
- FDK鳥取（岩美町）
- オムロン倉吉（倉吉市）
- オンキヨートレーディング(鳥取オンキヨー)（倉吉市）
- 寿スピリッツ（米子市）
- 丸京製菓（米子市）
- 宝製菓（琴浦町）
- ニチラス（米子市）
- 百年住宅パネル工業（米子市）
- 井ゲタ竹内（境港市）
- 日本きのこセンター（鳥取市）
- 八幡物産（米子市）
- シャープ米子（米子市）
- アイエム電子（鳥取市）

県内に拠点事業所を置く主要企業
- 王子製紙米子工場（米子市）
- ニッポン高度紙工業米子工場（米子市）
- ミネベアミツミ米子工場（米子市）
- 鶴見製作所米子工場 (米子市)
- サントリープロダクツ天然水奥大山ブナの森工場（江府町）：サントリー天然水奥大山
- コカ・コーラボトラーズジャパン大山工場（伯耆町）：森の水だより、い・ろ・は・す
- グリコマニュファクチャリングジャパン鳥取工場（南部町）

## 生活・交通

### 警察
鳥取県警察本部の管轄にある。2005年（平成17年）4月1日に再編が行われ、以下の9警察署が置かれている。
- 鳥取警察署（鳥取市）:鳥取市（本庁・国府町・福部町地区）、岩美町
- 郡家警察署（八頭町）:若桜町、八頭町
- 智頭警察署（智頭町）:鳥取市（河原町・用瀬町・佐治町地区）、智頭町
- 浜村警察署（鳥取市）:鳥取市（気高町・鹿野町・青谷町地区）
- 倉吉警察署（倉吉市）:倉吉市、三朝町、湯梨浜町、北栄町
- 琴浦大山警察署（琴浦町）:琴浦町、大山町
- 米子警察署（米子市）:米子市、日吉津村、南部町
- 境港警察署（境港市）:境港市
- 黒坂警察署（日野町）:伯耆町、日南町、日野町、江府町

### 交通
おおむね、兵庫県境から島根県境までの海岸線に沿った旧山陰道のルートに沿って走る幹線（鉄道の山陰本線や国道9号線）が、県内主要都市（もしくはその付近）を通り、鳥取・米子・倉吉の各都市近辺から中国山地・山陽方面へルートが分岐する構造になっている。

#### 鉄道
南部町、日吉津村、三朝町を除く全自治体に鉄道駅が存在する。県内一帯で普通列車の本数は米子市近郊の一部区間を除いて毎時1本以下である。県内における営業列車の運用は臨時列車を除きすべて当日中に終了し、日付越えの運用は行われていない。

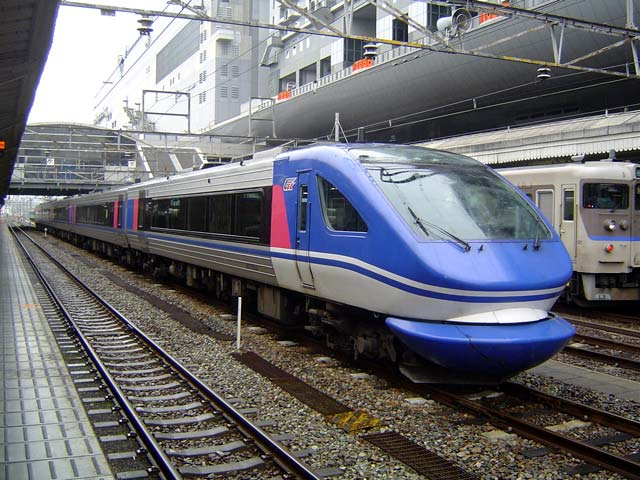
智頭急行を経由して鳥取と関西を結ぶ特急「スーパーはくと」の車両

（）のないものは県内のみを走る路線。
- 西日本旅客鉄道
  - 山陰本線（東浜駅～米子駅間）
  - 伯備線（上石見駅～伯耆大山駅間）
  - 因美線（鳥取駅～那岐駅間）
  - 境線
- 若桜鉄道
  - 若桜線

- 智頭急行
  - 智頭線（山郷駅～智頭駅間）

廃止された鉄道路線
- 日本国有鉄道・倉吉線
- 日ノ丸自動車・法勝寺電鉄線
- 米子電車軌道
- 岩井町営軌道

#### バス
日ノ丸自動車、日本交通の2社があり、県内の路線バスや県内各都市と県外を結ぶ高速バスを運行。
その他の観光周遊バス・主な市町村委託バス
- 鳥取市100円循環バスくる梨
- ループ麒麟獅子（鳥取市）
- だんだんバス（米子市循環バス）
- どんぐりコロコロ（米子市淀江町巡回バス）
- はまるーぷバス（境港市）

どんぐりコロコロは日本交通の運行、はまるーぷバスは共立メンテナンスの運行、他3つは日本交通・日ノ丸自動車の共同運行。
隣県から乗り入れるバス
- 一畑バス（隠岐汽船接続バスが境港駅に乗り入れ。）
- はつみ交通（隠岐汽船連絡バスが境港駅に乗り入れ。）
- 松江市コミュニティバス（美保関コミュニティバス境港線と八束コミュニティバスが境港駅に乗り入れ。）
- 安来市広域生活バス（イエローバス、米子駅に乗り入れ。）
- 奥出雲交通（鳥上線が日南町の阿毘縁に乗り入れ。）
- 真庭市コミュニティバス（まにわくん♡、中曽・関金ルートが関金温泉に乗り入れ。）
- 夢つばめ（新温泉町民バス、平日朝の片道1便のみ岩美駅に乗り入れ。）

県内バス輸送人員（年間）
- 2012年671万5000人

鳥取県は、全国で最もバスの利用者が少ない。

#### 道路
島根県の松江市内に松江道路が開通した1998年（平成10年）4月17日以降、長らく鳥取県は「日本で唯一都道府県庁所在都市に高速道路がない県」であったが、2004年（平成16年）11月1日に鳥取市が山陰自動車道青谷インターチェンジのある青谷町を編入合併したため、日本で唯一都道府県庁所在都市に高速道路がない県ではなくなった。
- 高速道路
  - 鳥取自動車道（智頭 - 鳥取）
    - 志戸坂峠道路（駒帰 - 智頭、通称としての「鳥取道」に含まれる）

  - 米子自動車道（江府 - 米子）
  - 山陰自動車道（鳥取 - はわい、大栄東伯 - 米子西）
  - 山陰近畿自動車道（福部 - 七坂トンネル）
  - 北条湯原道路（北条 - 倉吉西）
  - 江府三次道路（福長 - 霞）
- 県道

- 国道
  - 国道9号
  - 国道29号
  - 国道53号
  - 国道178号
  - 国道179号
  - 国道180号
  - 国道181号
  - 国道183号
  - 国道313号
  - 国道373号
  - 国道431号
  - 国道482号

#### 空港・港
空港
東部の鳥取空港、西部の米子空港の2つの空港を持つ。
主な港
日本海側有数の漁港である境港や、重要港湾の鳥取港などがある。

#### 自動車登録番号標
- 鳥取ナンバー - 県全域

### 医療・福祉
災害拠点病院
- 鳥取大学医学部附属病院（米子市）
- 鳥取県立厚生病院（倉吉市）
- 鳥取県立中央病院（基幹）
- 鳥取赤十字病院

保育所
- 鳥取県保育所一覧を参照

## 教育
大学
国立
- 鳥取大学（鳥取市、米子市）

公立
- 公立鳥取環境大学（鳥取市）

私立
- 鳥取看護大学（倉吉市）

短期大学
私立
- 鳥取短期大学（倉吉市）

通信制大学
私立
- 放送大学 鳥取学習センター（鳥取市）

高等専門学校
国立
- 米子工業高等専門学校（米子市）

専修学校
- 鳥取県専修学校一覧を参照

特別支援学校
- 鳥取県特別支援学校一覧を参照

高等学校
- 鳥取県高等学校一覧を参照

中学校
- 鳥取県中学校一覧を参照

小学校
- 鳥取県小学校一覧を参照

幼稚園
- 鳥取県幼稚園一覧を参照

その他教育機関
農業大学校
- 鳥取県立農業大学校[33]（倉吉市）

## マスメディア

### 新聞
地方紙
- 日本海新聞：鳥取県の地方紙。島根県東部・兵庫県北部でも販売されている。
- 山陰中央新報：島根県の地方紙で、鳥取県西部の一部でも販売されている。
- 中国新聞：広島県に本社を置く中国地方のブロック紙。鳥取市に支局を持ち、1970年代までは鳥取版も存在したが現在では島根版がわずかに販売されているのみである。

全国紙
読売新聞、朝日新聞、毎日新聞には鳥取版がある。
日本経済新聞、産経新聞は中国地方向けの地方版がある。「地方版」の項を参照されたい。

### 放送
鳥取県・島根県の県域民放各局は互いの県に乗り入れて放送を実施している。詳しくは、「電波相互乗り入れ#乗り入れの経緯とその後」の項目を参照されたい。局名の後の（ ）内は局所在地。
NHK
- NHK鳥取放送局（鳥取市） - 総合テレビとラジオ第1で県域放送を実施。
  - NHK米子支局（米子市）

民放テレビ局
- 山陰放送（BSS;米子市）：JNN（TBS）系列、メイン送信所は松江市、ラジオ兼営。山陰放送のテレビ局開局の経緯はこちらの当該項参照のこと。
- 日本海テレビ（NKT;鳥取市）：NNN（日本テレビ）系列
  - 上記2社は通常時終夜放送を実施している。
- さんいん中央テレビ（TSK;松江市）：FNN（フジテレビ）系列

※山陰地方には、 ANN（テレビ朝日）系列局やTXN（テレビ東京）系列局などがないため、ケーブルテレビ経由で県外の系列局を視聴する形となっている。なお、テレビ朝日系に関しては、キー局のテレビ朝日が取材拠点としてテレビ朝日米子支局・テレビ朝日鳥取支局を置いている。
AMラジオ
- 山陰放送（BSS;米子市）：JRN･NRN系列、メイン送信所は米子市、テレビ兼営。

FMラジオ
- エフエム山陰（島根県松江市） - JFN系列。

ケーブルテレビ
コミュニティFM
- FM鳥取（鳥取市）
- DARAZコミュニティ放送（米子市）

## 文化・スポーツ

### 方言
鳥取県の方言は、東部・中部と西部で大きく異なる。東部（因幡）の因州弁・中部（東伯耆）の倉吉弁は、兵庫県の北部の但馬弁と共通した特徴を持ち、東山陰方言に分類されている。一方で、西部（西伯耆）の方言は島根県の東部の出雲弁と共通した特徴を持ち、雲伯方言に分類されている。

### 文化施設
これまで、1972年に設立した鳥取県立博物館しか存在せずここに美術部門も内包していたため、長らく県内に公立の美術館は存在しなかったが、美術部門を分離独立させることを決定し、2025年に開館した。
- 鳥取県立博物館
- 鳥取県立美術館

### 食文化
郷土料理

### 伝統工芸
経済産業大臣指定伝統的工芸品
- 弓浜絣（織物、1975年）
- 因州和紙（和紙、1975年）
- 出雲石燈ろう（石工品・貴石細工、1976年）

伝統工芸品

### 民話・伝説
- 投入堂 - 役小角が投げ入れたという言い伝えがある。
- 多鯰ヶ池のおたね
- 湖山長者
- 桂蔵坊
- 立見峠のおとんじょろう
- 佐治谷ばなし
- 人形峠のくも
- 大山の背比べ
- 幽霊滝
- 関金のえぐいも（空海の伝説）
- 小泉八雲の新婚旅行（琴浦町）
- 三朝温泉の白狼伝説

### スポーツ
- 鳥取県サッカーリーグ:トップリーグ、セカンドリーグ
- 鳥取県女子サッカーリーグ
- 鳥取県フットサルリーグ:男子、女子
- 鳥取県バスケットボールリーグ（TBL）:男子1部、男子2部、女子
- 日本海バレーボールリーグ:男子1部、男子2部、女子
- 日本海ハンドボールリーグ
- 鳥取県ラグビーリーグ

スポーツチーム
- ガイナーレ鳥取（サッカー）：Jリーグ所属
- SC鳥取ドリームス（サッカー）：ガイナーレファミリー。中国サッカーリーグ所属
- 鳥取KFC（サッカー）：鳥取県サッカーリーグ所属
- 元気SC（サッカー）：鳥取県サッカーリーグ所属
- 八頭クラブ（ホッケー）：西日本リーグ所属
- 鳥取Pear Kings（硬式野球）
- ホワイトエンジェルス（女子軟式野球）：米子で活動する女子軟式チーム
- Cheerful鳥取（バドミントン）：日本リーグ所属

過去に存在したスポーツチーム
- オール鳥取（硬式野球）
- 打吹クラブ（硬式野球）
- 米子鉄道管理局（硬式野球）：都市対抗野球大会県勢唯一の出場
- 王子製紙米子（硬式野球）：王子製紙春日井、王子製紙苫小牧との統合により廃部
- 米子コスモス（女子サッカー）

## 観光

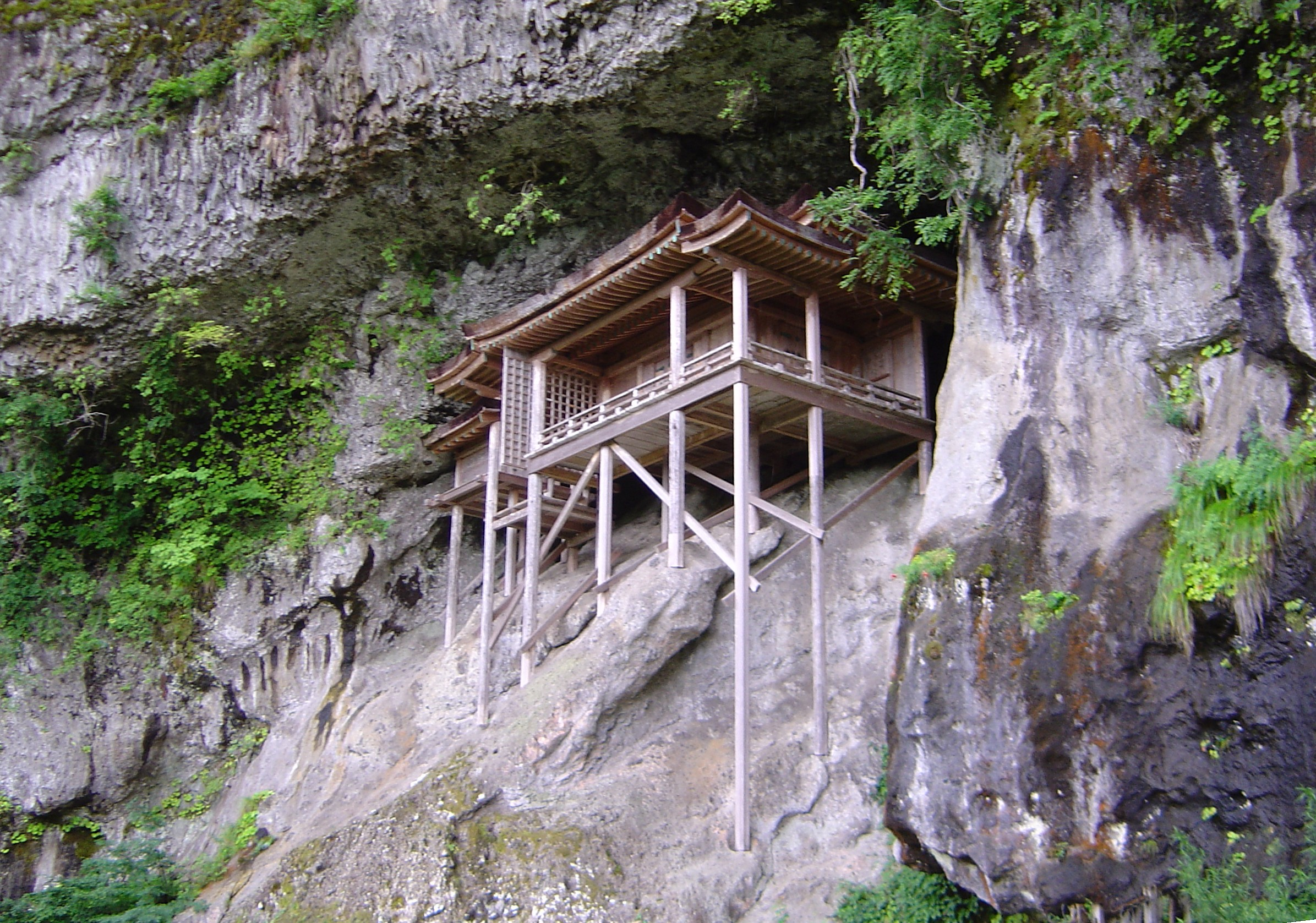
国宝 三仏寺投入堂

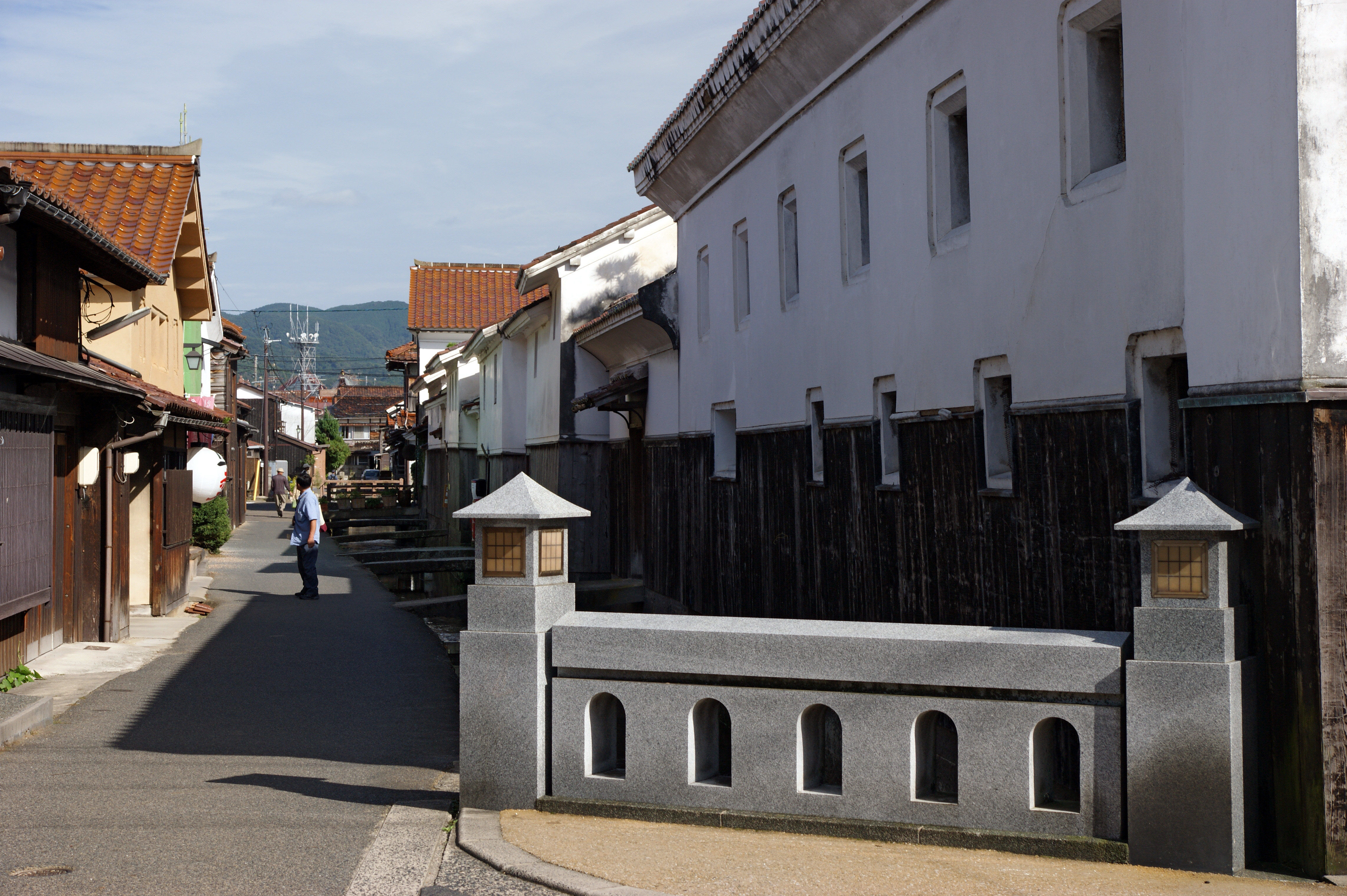
重伝建 打吹玉川

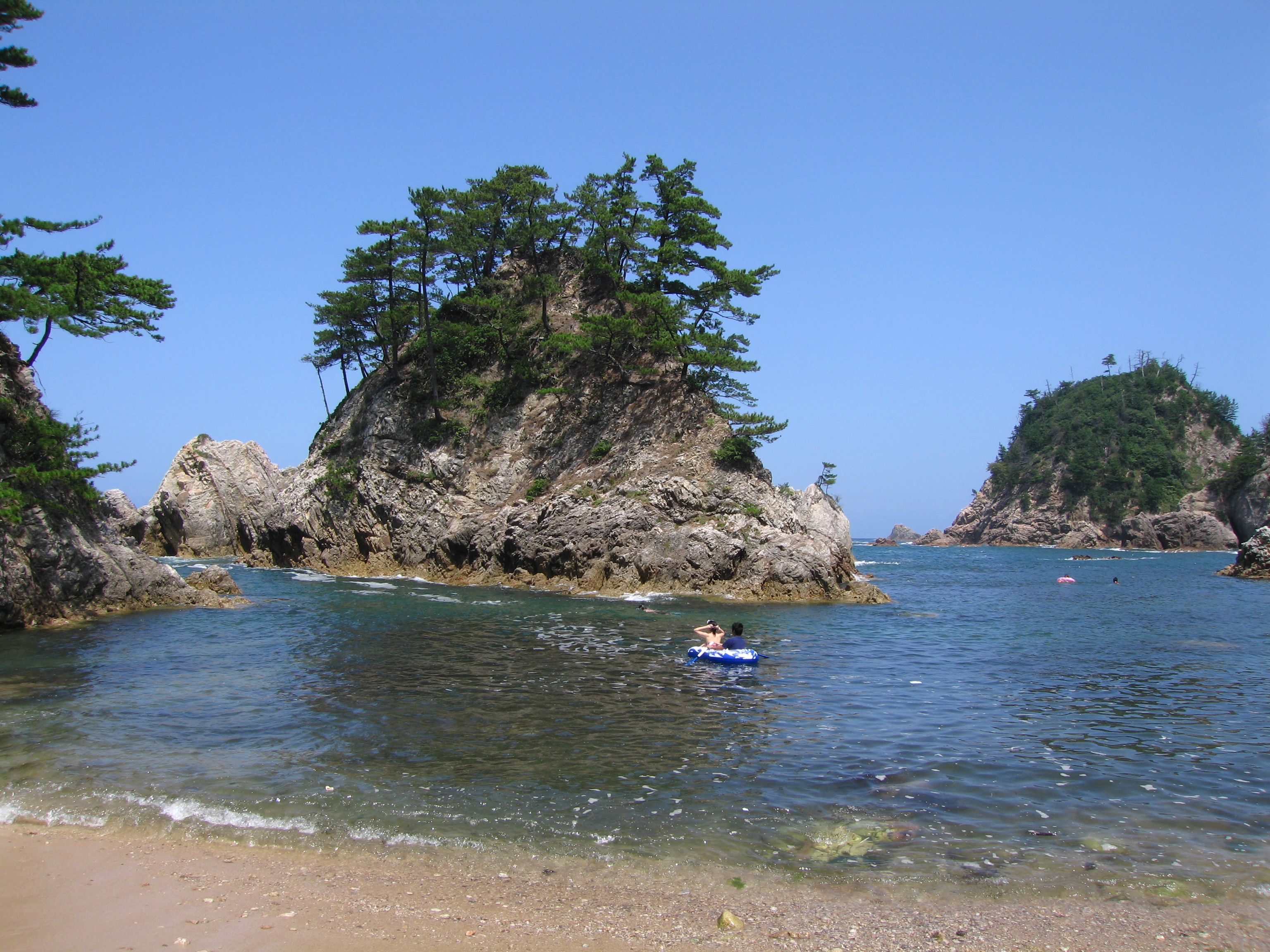
名勝 浦富海岸

### 有形文化財建造物
国宝
- 三仏寺：奥院（投入堂）

重要伝統的建造物群保存地区
- 打吹玉川（倉吉市）

### 景勝地
- 鳥取砂丘
- 浦富海岸
- 岩井温泉
- 浜村温泉
- 三朝温泉
- 皆生温泉
- はわい温泉
- 大山
- 東郷湖

### 史跡・社閣
- 鳥取城跡
- 米子城跡
- 若桜鬼ヶ城跡
- 若桜宿
- 不動院岩屋堂
- 羽衣石城跡
- 鹿野城跡
- 智頭宿
- 三徳山三仏寺投入堂
- 伯耆三十三観音霊場
- 青谷横木遺跡

### レジャー施設・観光施設・文化施設

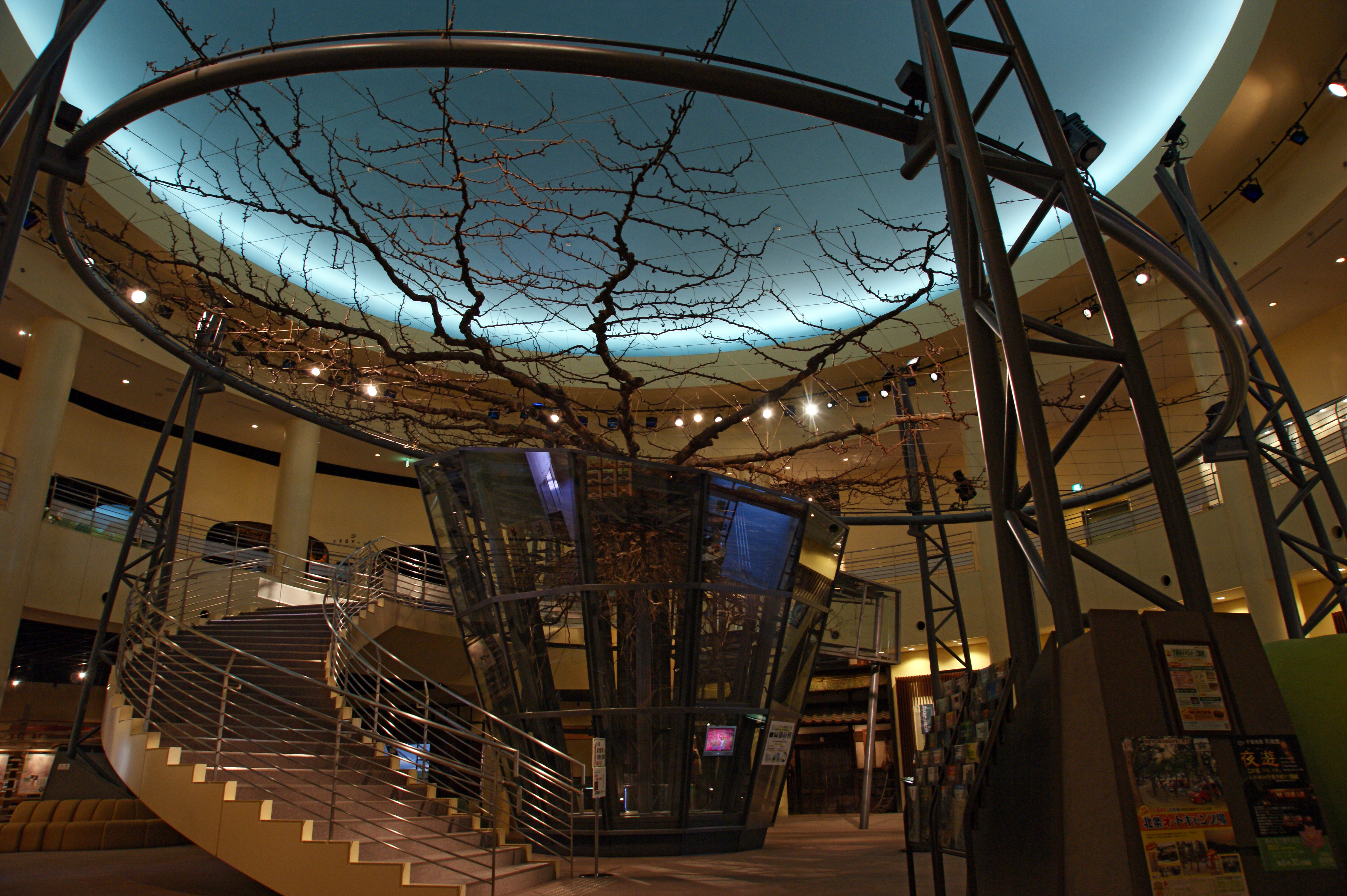
鳥取二十世紀梨記念館

- 倉吉パークスクエア
  - 鳥取二十世紀梨記念館
- わかさ氷ノ山自然ふれあいの里
  - わかさ氷ノ山スキー場
  - 鳥取県立氷ノ山自然ふれあい館響の森
- 水木しげるロード
- 青山剛昌ふるさと館

### 祭事・イベント
- 鳥取しゃんしゃん祭（鳥取市）- 山陰最大の観客数のある夏祭り。毎年、8月中旬に「しゃんしゃん傘」と呼ばれる傘を使って、約4,000人が中心市街地を踊る。
- 米子がいな祭（米子市）
- みなと祭（境港市）
- SUN-IN未来ウオーク - 山陰最大級のウオーキングイベント。鳥取県は「ウオーキング立県とっとり」を掲げている。
- 大山ミュージックリゾート - 複数年・広域的に行われた音楽イベント
- 鳥取ロケ地映画祭（2007年）

### 「星取県」
鳥取商工会議所青年部が提唱し、2017年から使用している。夜間に人工の明かりが少なく、どの市町村からでも天の川が見えることや、鳥取市が星の見えやすさ日本一となったこと、また県が以前から使っている「蟹取県」にちなむ。
これにちなんだブランド米「星空舞」の販売が2019年に始まった。

## 対外関係

### 姉妹自治体・提携自治体

#### 海外
- 河北省（中華人民共和国）
  - 1986年（昭和61年）6月9日提携[36]
- 吉林省（中華人民共和国）
  - 1994年（平成6年）9月2日提携[37]
- 江原特別自治道（大韓民国）
  - 1994年（平成6年）11月7日提携[38]
- トゥブ県（モンゴル国）
  - 1997年（平成9年）7月25日提携[39]
- 沿海地方（ロシア連邦）
  - 2010年（平成22年）5月5日提携[40]
- ウェストモアランド教区（ジャマイカ国）
  - 2016年（平成28年）3月24日提携[41]
- バーモント州（アメリカ合衆国）
  - 2018年（平成30年）7月18日提携[42]
- 台中市（中華民国 直轄市）
  - 2018年（平成30年）11月2日提携

#### 国内
- 高知県（四国地方）
  - 2013年（平成25年）3月24日提携[43]

## その他
小惑星(4720) Tottoriは鳥取に因んで命名された。